# Piotr Paweł Gallus
Piotr Paweł Gallus (ur. 28 kwietnia 1920 w Szczawinie, zm. 19 kwietnia 2011 w Northampton) – chorąży pilot Polskich Sił Powietrznych w Wielkiej Brytanii.

## Życiorys
Skrócone szkolenie lotnicze ukończył w 1939 roku. W stopniu starszego szeregowca został przydzielony do 112 eskadry myśliwskiej. Przez Rumunię dostał się do Francji. Latał w kluczach „kominowych".
Po upadku Francji przypłynął do Wlk. Brytanii 23 czerwca 1940 roku, gdzie otrzymał numer służbowy P-794124. Od sierpnia 1940 w składzie 303 dywizjonu myśliwskiego „Warszawskiego” im. Tadeusza Kościuszki. 12 sierpnia w locie treningowym zapomniał przy lądowaniu o podwoziu i lądował na „brzuchu” uszkadzając samolot. Odesłany na przeszkolenie do 5 OTU. Nie uczestniczył w lotach bojowych podczas bitwy o Anglię. 25 marca 1941 przeszedł do nowo formowanego dywizjonu 316. We wrześniu 1943 awansowany do stopnia starszego sierżanta.
Po wojnie zamieszkał w Wielkiej Brytanii. W 1951 ożenił się z Marią Gazda. Mieszkał w Northampton, gdzie zmarł 19 kwietnia 2011.

## Zestrzelenia
Na liście Bajana sklasyfikowany został na 230. pozycji z 1 pewnym i 1 prawdopodobnym zestrzeleniem samolotów Luftwaffe.

## Ordery i odznaczenia
- Krzyż Srebrny Orderu Wojennego Virtuti Militari nr 10765[5]
- Krzyż Walecznych – dwukrotnie
- Medal Lotniczy - czterokrotnie
- Polowy Znak Pilota
- Distinguished Flying Cross (Wielka Brytania)
- 1939–1945 Star (Wielka Brytania)
- Defence Medal (Wielka Brytania)
- War Medal 1939–1945 (Wielka Brytania)
- Air Crew Europe Star (Wielka Brytania)